# Take Me to Ibiza
Take Me to Ibiza is een single van Jan Keizer en Anny Schilder uit 2010. Het is afkomstig van hun album Together again. Opvallend aan single en het album was dat Jan Keizer hierop samenwerkte met Anny Schilder en niet met Carola Smit met wie hij tot 2007 in BZN gezongen had. Het nummer haalde met B-kant Is It Love like Before? een hoge plaats in de Nederlandse Single Top 100.
Take Me to Ibiza werd geschreven door Emile Hartkamp, Jan Keizer, Norus Padidar en Louis Keizer (zoon van).

## Hitnotering
In Denemarken bereikte de single verrassend de nummer 1-positie in de charts.

### Top 40
De Nederlandse Top 40 gaf evenals de tipparade geen notatie.

### NederlandseSingle Top 100
| Hitnotering: 10-07-2010 t/m 11-09-2010 | Hitnotering: 10-07-2010 t/m 11-09-2010 | Hitnotering: 10-07-2010 t/m 11-09-2010 | Hitnotering: 10-07-2010 t/m 11-09-2010 | Hitnotering: 10-07-2010 t/m 11-09-2010 | Hitnotering: 10-07-2010 t/m 11-09-2010 | Hitnotering: 10-07-2010 t/m 11-09-2010 | Hitnotering: 10-07-2010 t/m 11-09-2010 | Hitnotering: 10-07-2010 t/m 11-09-2010 | Hitnotering: 10-07-2010 t/m 11-09-2010 | Hitnotering: 10-07-2010 t/m 11-09-2010 | Hitnotering: 10-07-2010 t/m 11-09-2010 |
| Week                                   | 1                                      | 2                                      | 3                                      | 4                                      | 5                                      | 6                                      | 7                                      | 8                                      | 9                                      | 10                                     |                                        |
| -------------------------------------- | -------------------------------------- | -------------------------------------- | -------------------------------------- | -------------------------------------- | -------------------------------------- | -------------------------------------- | -------------------------------------- | -------------------------------------- | -------------------------------------- | -------------------------------------- | -------------------------------------- |
| Nummer                                 | 5                                      | 4                                      | 3                                      | 5                                      | 8                                      | 11                                     | 8                                      | 31                                     | 67                                     | 96                                     | uit                                    |